# Le Peyrat
Le Peyrat är en kommun i departementet Ariège i regionen Occitanien i södra Frankrike. Kommunen ligger  i kantonen Mirepoix som ligger i arrondissementet Pamiers. År 2022 hade Le Peyrat 496 invånare.

## Befolkningsutveckling
Antalet invånare i kommunen Le Peyrat
Referens: INSEE